# Црква Покрова Пресвете Богородице у Вреоцима
Црква Покрова Пресвете Богородице у Вреоцима, насељеном месту на територији Градске општине Лазаревац и припада Епархији шумадијској Српске православне цркве.
Црква у Вреоцима посвећена је Покрову Пресвете Богородице. 
Саграђена 1872. године, 20m западно од цркве брвнаре. Обновљена је 1924, након што је била "полусрушена, нешто од рата а нешто од земљотреса 1922 године". Конципирана је као једноброда грађевина са петостраном олтарском апсидом и бочним полукружним певницама (споља петостраним). На западном делу налази се припрата изнад које се уздиже четвртасти звоник, завршен осмоугаоним кубетом.
Црква је споља и изнутра омалтерисана. Фасаде су оживљене плитким нишама и пиластрима, између којих се појављују фризови слепих аркадица. Унутрашњи зидови су у новије време делимично живописани, а иконостас са иконама академског сликара Настаса Стефановића потиче из времена изградње цркве. Општим архитектонским изгледом, ова црква представља пример романтичарске архитектуре из друге половине 19. века.
У близини се налази Запис храст код цркве (Вреоци).